# Усов, Сергей Михайлович
Сергей Михайлович Усов (род. 20 января 1958) — советский и российский футболист, полузащитник.
Воспитанник пермского футбола. Состоял в ВЛКСМ. Практически всю карьеру в 1979—1992 и 1994 годах провёл в команде «Звезда» Пермь, а которую сыграл 416 игр.
1993 год провёл в пермском «Динамо», в 2000 сыграл 6 игр за «Динамо-Машиностроитель» Киров.